# François Mitterrand

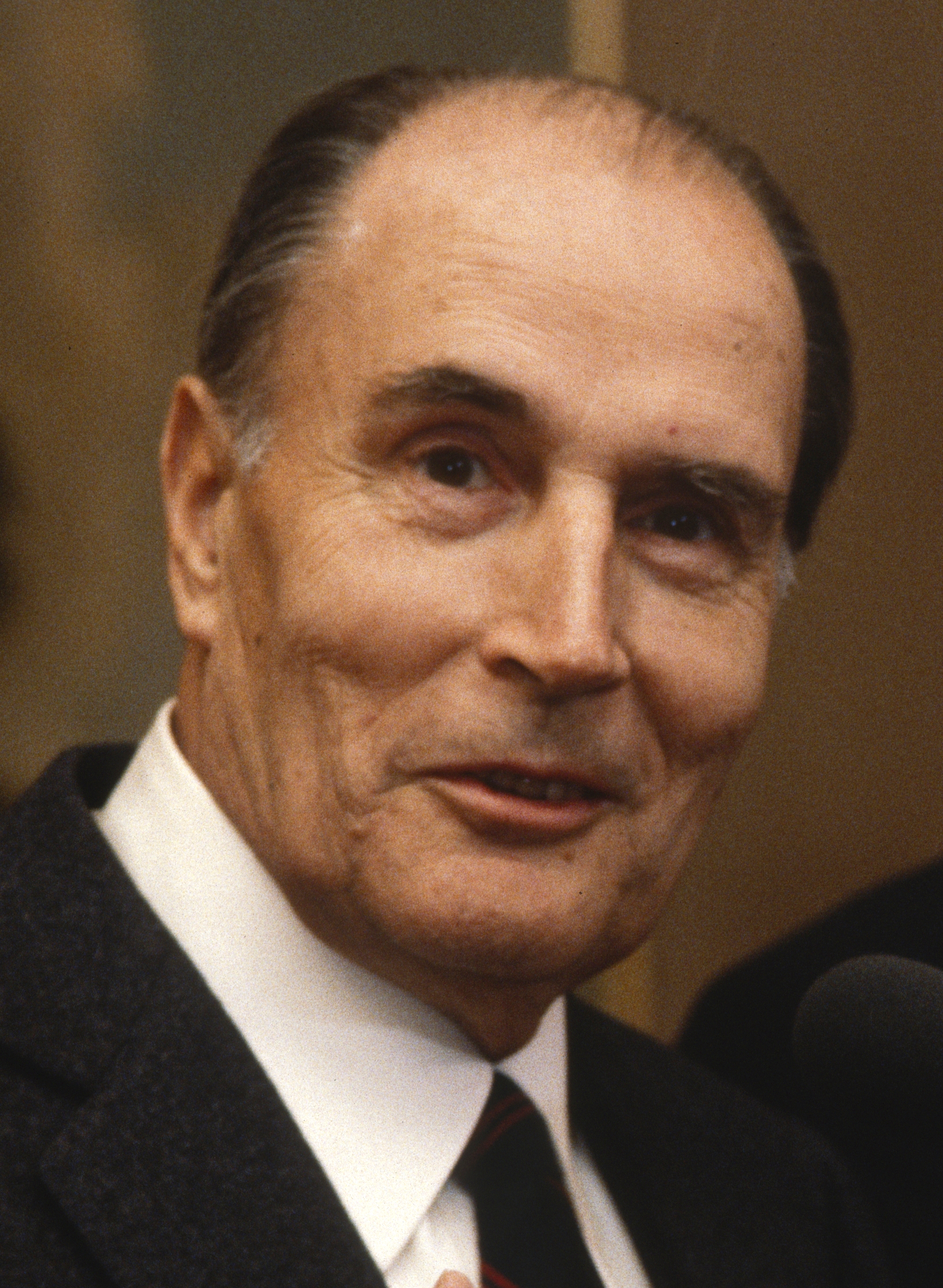
François Mitterrand, 1983

François Maurice Adrien Marie Mitterrand [fʀɑ̃ˈswa mitɛˈʀɑ̃] (* 26. Oktober 1916 in Jarnac, Charente; † 8. Januar 1996 in Paris) war ein französischer Politiker der Sozialistischen Partei (PS) sowie von 1981 bis 1995 französischer Staatspräsident.

## Leben

### Jugend und Zweiter Weltkrieg

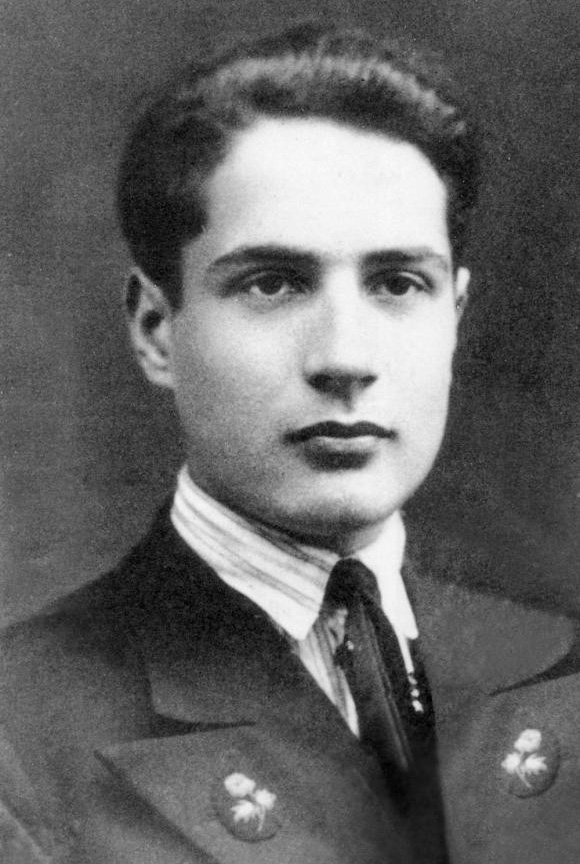
François Mitterrand im Jahr 1933

François Mitterrand wurde in Jarnac in der Nähe von Cognac in Südwestfrankreich als fünftes von sieben Kindern geboren. Yvonne, die Mutter von François Mitterrand, war die Tochter von Jules Lorrain, der eine Zeit lang Cognac herstellte, bevor er sich als Essighersteller in Jarnac niederließ. Joseph Mitterrand, der Vater, arbeitete zuerst bei der Eisenbahn, zuletzt leitete er den Bahnhof von Angoulême. Dann übernahm er die Essigfabrik der Familie. In Angoulême besuchte François die Klosterschule Collège Saint-Paul, die er 1934 mit dem Baccalauréat (Abitur) abschloss. Danach studierte er an der Sorbonne in Paris bis 1939. Sein Studium beendete er mit einer Licence der Lettres (Sprachen, Literatur und Geisteswissenschaften), einem Diplôme d’études supérieures im Öffentlichen Recht sowie einem Diplom der École libre des sciences politiques (Sciences Po). Während dieser Zeit neigte der junge Mitterrand zu nationalistischen, teils rechtsextremen Ansichten. Der israelische Historiker Michael Bar-Zohar behauptete 1996, Mitterrand sei vor dem Zweiten Weltkrieg Mitglied der rechtsextremen Untergrundorganisation Cagoule gewesen.
Nach Abschluss des Hochschulstudiums meldete sich Mitterrand 1937 zum Militärdienst bei der Infanterie der französischen Kolonialtruppen. Er traf dort einen alten Freund, den jüdischen Sozialisten Georges Dayan, den er vor antisemitischen Angriffen der Action française schützte. Im September begann Mitterrand seinen Dienst beim 23. Regiment der kolonialen Infanterie. Nach dem deutschen Überfall auf Polen erklärte Frankreich am 3. September 1939 Deutschland den Krieg. Mitterrand wurde kurz nach seiner Zulassung als Rechtsanwalt zum Dienst an der Maginot-Linie in der Nähe von Montmédy eingezogen. Sein Dienstgrad war der eines Sergent chef.
Während der Schlacht um Frankreich wurde Mitterrand am 14. Juni 1940 bei Verdun bei einem Tieffliegerangriff durch einen Granatsplitter an der Brust verwundet und geriet am 18. Juni in deutsche Gefangenschaft. Er war im Stammlager IX A (heute Trutzhain) und im Stammlager IX C in Rudolstadt-Schaala interniert. Dort wurde er als Zwangsarbeiter im Straßenbau und der Landwirtschaft eingesetzt. Am 16. Dezember 1941 glückte ihm im dritten Versuch die Flucht.
Nach Frankreich zurückgekehrt, arbeitete er vom Mai 1942 an für das Vichy-Regime in der Verwaltung der Kriegsgefangenen und erhielt dafür von Marschall Pétain am 16. August 1943 den Francisque-Orden. Gleichzeitig hielt er Charles de Gaulle in London über geheime Kanäle der Résistance auf dem Laufenden. Zusammen mit dem ebenfalls aus deutscher Kriegsgefangenschaft entflohenen General Henri Giraud und anderen ehemaligen französischen Kriegsgefangenen bildete er ein Widerstandsnetzwerk namens RNPG. Die Gestapo führte im November 1943 in Vichy eine Razzia auf der Suche nach „François Morland“ durch. Dies war der (vom Namen der Pariser Métro-Station Sully-Morland abgeleitete) Deckname Mitterrands in der Résistance. Mitterrand floh daraufhin nach London und trat der Exilregierung de Gaulles bei. Als Kabinettsmitglied war er für die Angelegenheiten der Kriegsgefangenen zuständig. Gegen Ende des Krieges kämpfte Mitterrand in Deutschland und wurde an der Front nahe Reichenbach am Heuberg bei Tuttlingen, Württemberg, von deutschen Soldaten gefangen genommen. Mit der Heubergbahn wurde er nach Spaichingen transportiert und später von französischen Truppen befreit.

### Nachkriegszeit

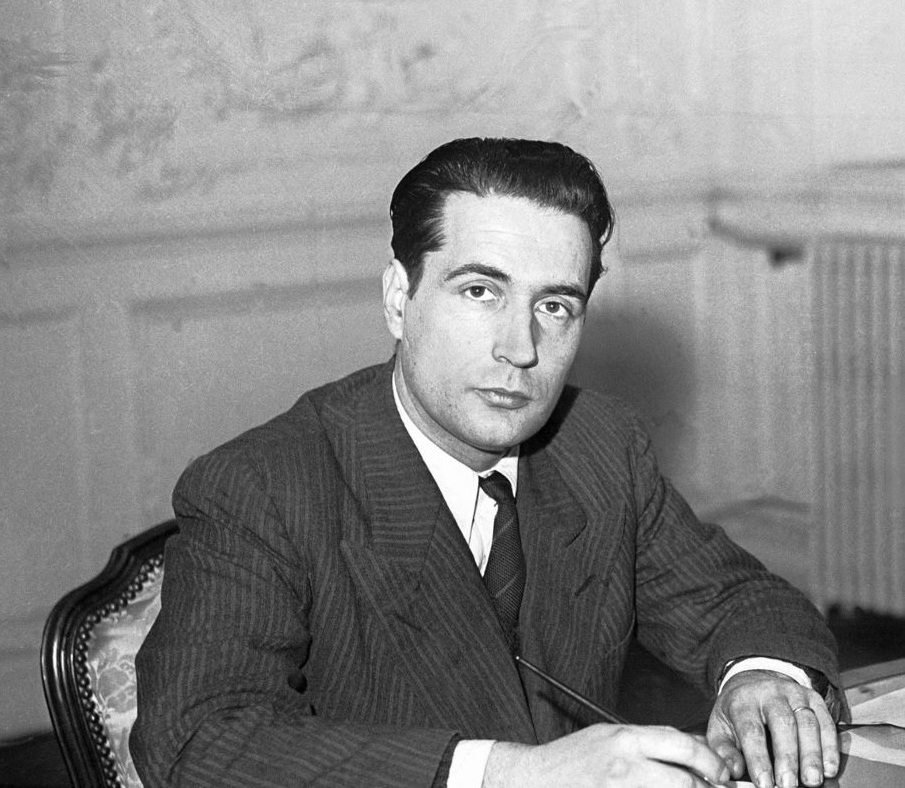
Mitterrand als Minister für Veteranen (1947)

Von 1946 bis 1958 war François Mitterrand Abgeordneter der französischen Nationalversammlung. Er war in dieser Zeit Mitglied der bürgerlich-gemäßigten Union démocratique et socialiste de la Résistance (UDSR). Im Mai 1948 nahm er zusammen mit Winston Churchill, Harold Macmillan, Paul-Henri Spaak, Albert Coppé, Altiero Spinelli und Konrad Adenauer an einer Konferenz in Den Haag teil, die die europäische Einigung vorbereitete. Zwischen 1947 und 1957 hatte er verschiedene Ministerposten inne. Während der Vierten Republik gehörte Mitterrand elf verschiedenen Regierungen als Staatssekretär oder Minister an. 1952, 1953 und 1956–1957 war er Ministre d’État, von Juni 1954 bis Februar 1955 Innenminister – in dieser Zeit eskalierte der Konflikt mit der algerischen Unabhängigkeitsbewegung zum Krieg – und von Februar 1956 bis Mai 1957 Justizminister. Während seiner Amtszeit wurden 45 algerische Unabhängigkeitskämpfer hingerichtet, die überwiegende Mehrheit der an ihn gerichteten Gnadengesuche lehnte Mitterrand ab. Von 1953 bis zu ihrer Auflösung 1964 war Mitterrand Parteivorsitzender der UDSR.
In der französischen Staatskrise von 1958 stellte sich Mitterrand gegen de Gaulle, dessen Algerienpolitik er gleichwohl guthieß. Nach Gründung der Fünften Republik verlor die UDSR ihre wichtigsten Politiker (mit Ausnahme Mitterrands selbst) und versank in Bedeutungslosigkeit. 1959 soll auf Mitterrand auf der Avenue de l’Observatoire in Paris ein Anschlag verübt worden sein, dem er durch einen Sprung hinter eine Hecke entkam. Dieser Anschlag verschaffte ihm hohe mediale Aufmerksamkeit, jedoch wurden auch Beschuldigungen laut, wonach Mitterrand den Anschlag selbst inszeniert habe. Dies bescherte ihm einen bleibenden Imageschaden. Von 1959 bis 1962 war er Senator des Département Nièvre und ab 1962 erneut Abgeordneter in der französischen Nationalversammlung, wo er in der Mitte-links-Fraktion Rassemblement démocratique zusammen mit den Abgeordneten der Parti radical saß. Ein Besuch in China 1961 während des sogenannten Großen Sprungs nach vorn trug zur Anerkennung der Volksrepublik China durch Frankreich 1964 bei, die deutlich vor der durch die Bundesrepublik Deutschland erfolgte.

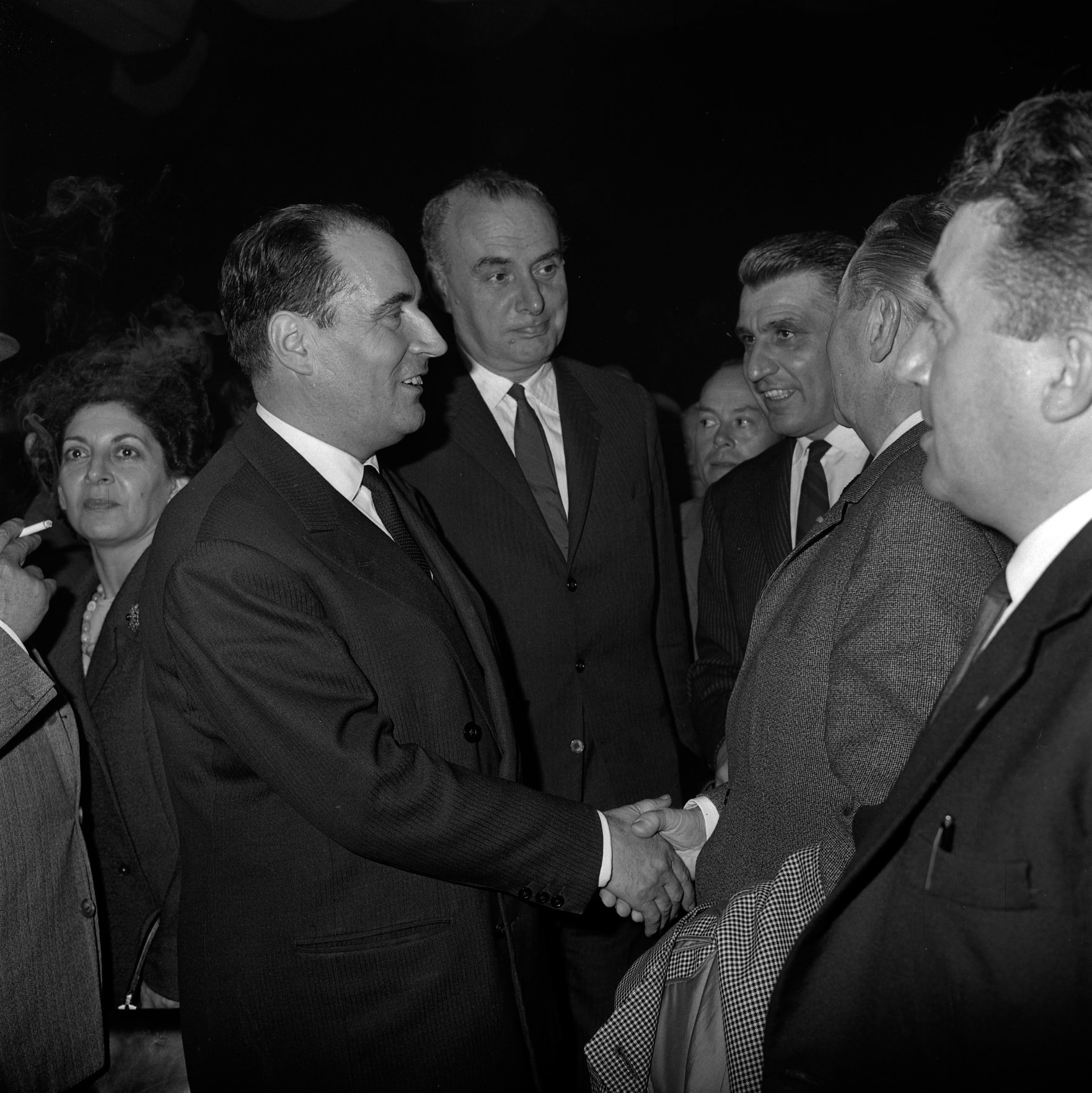
François Mitterrand auf einer Wahlkampfveranstaltung (1965)

Mitterrand wurde 1964 Präsident des Conseil général des Départements Nièvre. Mit der Veröffentlichung des Buchs Le Coup d’État permanent (dt. Der permanente Staatsstreich) im Mai 1964 gelang ihm der Durchbruch als wichtigstem linken Herausforderer de Gaulles, den er beim Referendum zur Einführung der Fünften Republik 1958 noch einen „neuen Diktator“ genannt hatte. Er gründete im selben Jahr die kleine Mitte-links-Partei Convention des institutions républicaines (CIR), die er bis zu ihrer Auflösung 1971 führte. Obwohl seine Gruppierung relativ klein war, wurde er bei der Präsidentschaftswahl am 5. Dezember 1965 Kandidat der Fédération de la gauche démocrate et socialiste (FGDS; der auch die sozialistische SFIO und die linksliberale Parti radical angehörten). Er schnitt von allen Kandidaten der Linken mit 31,72 % der Stimmen im ersten Wahlgang am besten ab und wurde daraufhin in der Stichwahl vom gesamten linken Lager (neben den Parteien der FGDS auch von der Parti communiste français und Parti socialiste unifié) unterstützt. In der Stichwahl am 19. Dezember 1965 unterlag er de Gaulle mit 44,8 % der Stimmen. Von 1965 bis 1968 war Mitterrand Vorsitzender der FGDS, des Bündnisses der nicht-kommunistischen Linken. Bei der Wahl zur Nationalversammlung im März 1967 erzielte die Linke insgesamt und vor allem die FGDS ein unerwartet gutes Ergebnis. Die FGDS war anschließend mit 121 Abgeordneten deutlich vor den Kommunisten die zweitgrößte Fraktion in der Nationalversammlung, hinter den regierenden Gaullisten. Das konservative Regierungslager hatte nur noch eine knappe Mehrheit.
Die Unruhen im Mai 68 trafen die französische Linke unvorbereitet: Die Streiks wurden nicht durch die Gewerkschaften angeführt und die Demonstrationen, ihre Ziele und Losungen nicht von den linken Parteien bestimmt. Die Zersplitterung der französischen Linken, außer der Kommunistischen Partei, sowie ihre geringe organisatorische Kraft machten sich nachteilig bemerkbar. Am 28. Mai 1968 behauptete Mitterrand ein „Machtvakuum“, schlug die Bildung einer Übergangsregierung vor und erklärte seine Kandidatur für eine vorgezogene Präsidentschaftswahl. Damit hatte er die Situation aber gründlich verkannt. Staatspräsident de Gaulle löste die Nationalversammlung auf, bei der Neuwahl im Juni 1968 errangen die Gaullisten und Konservativen eine überwältigende Mehrheit, die Sitzzahl der FGDS halbierte sich. Nach dieser Niederlage löste sich das Bündnis auf. Als de Gaulle im April 1969 vom Präsidentenamt zurücktrat und eine Neuwahl auslöste, kandidierte Mitterrand nicht. Alle linken Kandidaten schieden im ersten Wahlgang aus, neuer Präsident wurde Georges Pompidou.
Mitterrands CIR und kleinere linke Gruppierungen fusionierten auf dem Parteitag von Épinay im Juni 1971 mit der aus der SFIO hervorgegangenen Parti socialiste (PS). Mitterrand wurde zum Ersten Sekretär (d. h. Vorsitzender) der Sozialistischen Partei gewählt, die er bis 1981 führte. Er unterhielt zu dieser Zeit enge Kontakte zum sogenannten Großorient von Frankreich in der Freimaurerei. Die PS schloss 1972 mit den Kommunisten unter Georges Marchais und dem linken Flügel der Parti radical (Mouvement de la gauche radicale-socialiste unter Robert Fabre) ein Bündnis, die Union de la Gauche, die mit einem gemeinsamen Regierungsprogramm (programme commun) antrat. Die Gründung des PS und das Bündnis mit den Kommunisten gelten als wichtigste strategische Entscheidung Mitterrands auf dem Weg zur Präsidentschaft. Bei den Präsidentschaftswahlen 1974 unterlag er allerdings noch mit 49,2 Prozent in der Stichwahl dem bürgerlichen Kandidaten, Valéry Giscard d’Estaing. Zwischen den beiden Wahlgängen wurde die erste Fernsehdebatte der Präsidentschaftskandidaten übertragen. In dieser versuchte Mitterrand seinem Konkurrenten eine unsoziale Haltung vorzuwerfen. Den Reichtum umzuverteilen um die Armut zu bekämpfen, sei „eine Angelegenheit des Herzens und nicht nur der Intelligenz“ («c’est presque une question d’intelligence, c’est aussi une affaire de cœur»). Giscard d’Estaing konterte darauf empört, dass er auch ein Herz habe und „Sie, Herr Mitterrand, haben nicht das Monopol des Herzens“ («Vous n’avez pas, Monsieur Mitterrand, le monopole du cœur»). Mitterrand fand darauf keine Erwiderung und Giscard ging gestärkt aus dem Duell hervor.
Bei der Präsidentschaftswahl am 10. Mai 1981 setzte sich Mitterrand schließlich mit 51,8 Prozent im zweiten Wahlgang gegen Amtsinhaber Giscard d’Estaing durch. In seiner Person wurde erstmals seit Vincent Auriol (1947–1954) ein Linker französisches Staatsoberhaupt. Unter Konservativen rief die Wahl Unbehagen und Ängste hervor. Dies äußerte sich unter anderem in überspitzter Propaganda, wonach im Falle eines Wahlsieges Mitterrands Paris zu einem neuen Gulag mit sowjetischen Panzern auf den Champs-Élysées werden würde.

### Präsidentschaft (erste Amtszeit)

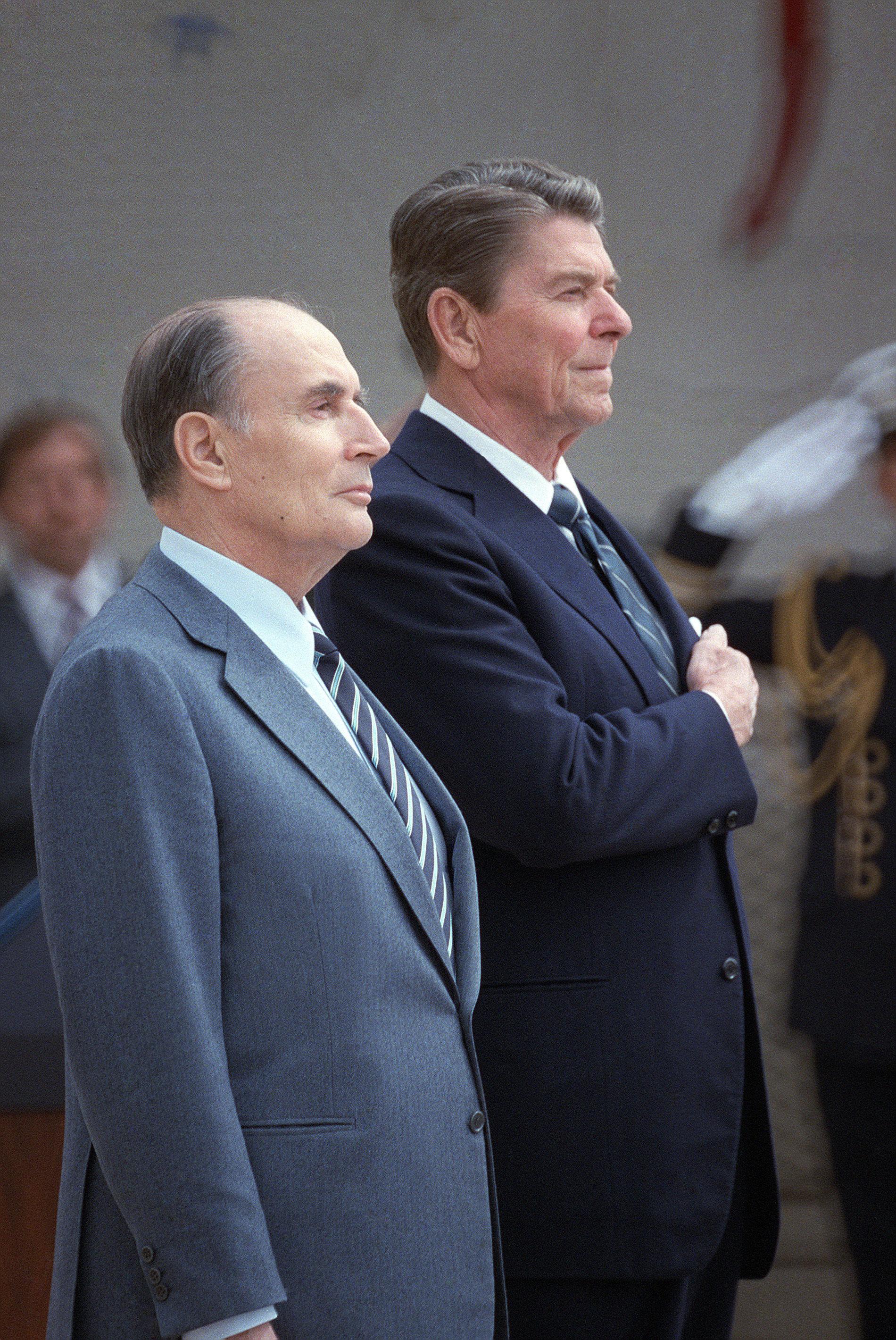
François Mitterrand (vorne) mit Ronald Reagan, 1984

Nach Amtsantritt löste Mitterrand das Parlament auf, bei der vorgezogenen Neuwahl gewann die Parti socialiste eine absolute Mehrheit. Dennoch bildete der von Mitterrand ernannte Premierminister Pierre Mauroy eine Koalition mit den Kommunisten und dem kleinen linksliberalen Mouvement des radicaux de gauche (MRG), die zusammen über eine Zwei-Drittel-Mehrheit in der Nationalversammlung verfügte (Kabinett Mauroy). Wirtschaftspolitisch konzentrierte sich die Regierung darauf, den Konsum durch die Festlegung von Mindestlöhnen, Rentenerhöhungen und Familienbeihilfen zu stimulieren. Mitterrand ließ Schlüsselindustrien und Banken verstaatlichen und die zulässige Arbeitszeit kürzen. Innenpolitisch setzte Mitterrand Reformen durch, die die Linke während ihrer Oppositionszeit in den 1970er Jahren gefordert hatte: Sie betrafen die Dezentralisierung der Verwaltung, die Beschränkung der Befugnisse der Präfekten, die Einführung der Regionalräte, die Abschaffung der Todesstrafe (1981), die Liberalisierung des Schwangerschaftsabbruchs, die Abschaffung bestimmter Sicherheitsgesetze und Reform der Medien. Trotz Anerkennung der Besonderheiten des „korsischen Volkes“ betonte Mitterrand die unteilbare Zugehörigkeit Korsikas zu Frankreich. Mitterrand trieb die Projekte TGV und Minitel, beide von seinem Vorgänger gefördert, weiter voran.
Die TGV-Schnellzugtrasse Paris–Lyon, die erste ihrer Art in Frankreich, wurde im September 1981 eingeweiht.
Zu Beginn seiner Präsidentschaft suchte Mitterrand in der Außenpolitik (möglicherweise unter dem Eindruck seines distanzierten Verhältnisses zu Bundeskanzler Helmut Schmidt, der zu Giscard d’Estaing einen engen Kontakt pflegte) eine Annäherung an Italien (Ministerpräsident war von Juni 1981 bis November 1982 Giovanni Spadolini). Mitterrand engagierte sich für die Beibehaltung der französischen Atomstreitmacht und die Einführung der Neutronenbombe sowie für Rüstungskontrollverhandlungen über beiderseitige Abrüstung der Mittelstreckenraketen durch den westlichen und den östlichen Militärblock. Dies belastete die Koalition mit dem PCF, weil dieser die Einbeziehung der französischen Atomwaffen in die Genfer Abrüstungsverhandlungen (INF-Vertrag) ablehnte.
Mitterrand verurteilte die Verhängung des Kriegsrechts in Polen im Dezember 1981. Seine Treffen mit dem marokkanischen König Hassan II., Muammar al-Gaddafi von Libyen und Hafiz al-Assad von Syrien blieben umstritten. 1982 beteiligte sich Frankreich auf Mitterrands Vorschlag an einer multinationalen Truppe von US-Amerikanern, Italienern und Franzosen zur Lösung des Libanon-Konflikts (Bürgerkrieg 1975–1990); dieser endete mit Selbstmordanschlägen auf das amerikanische und französische Kontingent und dem Abzug der Truppe. Zwischen 1982 und 1986 etablierte Mitterrand im Inland eine Anti-Terror-Zelle, die nur seinem Befehl unterstand (nicht der Kommando- und Führungsstruktur des Innen- bzw. Verteidigungsministeriums). Sie war – nicht – Teil der vom Gesetz her zuständigen nationalen Polizei und Gendarmerie.
Als Mitterrand die Präsidentschaft antrat, befand sich Frankreich in einer Wirtschaftskrise mit steigender Arbeitslosigkeit und einer hohen Inflation. Ursachen hierfür waren unter anderem die hohen Ölpreise ab Ende 1970er Jahre und der hohe Wechselkurs des US-Dollar. Dass sich die wirtschaftliche Situation weiter verschlechterte, wird teilweise der Wirtschaftspolitik von Mitterrands Regierung unter Mauroy zugerechnet. Unter dem Druck der schlechten Wirtschafts- und Arbeitsmarktdaten zerbrach die Koalition mit den Kommunisten im Juli 1984, wofür die Kommunisten in erster Linie Mitterrand verantwortlich machten. Mitterrands zweiter Premierminister, Laurent Fabius, änderte den wirtschaftspolitischen Kurs der Regierung und setzte ein Austeritätsprogramm (Sparpolitik) durch, nachdem unter Premierminister Mauroy wichtige sozialpolitische Anliegen der Linken (siehe oben) verwirklicht worden waren. Ab Mitte der 1980er Jahre verbesserte sich die wirtschaftliche Lage Frankreichs.

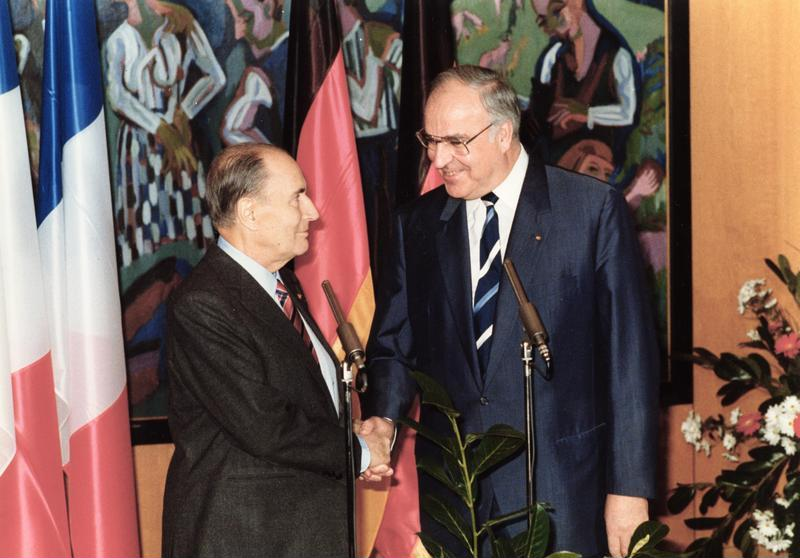
François Mitterrand empfängt 1987 den deutschen Bundeskanzler Helmut Kohl

Mitterrand entdeckte zudem die Bedeutung der Europapolitik und fand in Bundeskanzler Helmut Kohl einen deutschen Regierungschef, mit dem er die Erweiterung und den Ausbau der Europäischen Gemeinschaft zur Europäischen Union vorantrieb. Mitterrand trat außenpolitisch außerdem für das Selbstbestimmungsrecht der Palästinenser ein, forderte jedoch von der Palästinensischen Befreiungsorganisation (PLO) die Anerkennung des Existenzrechts Israels in gesicherten Grenzen. In der Kontroverse zwischen dem französischen Forscherteam um Luc Montagnier und dem amerikanischen um Robert Gallo um die Entdeckung der Immunschwäche HIV, die für AIDS verantwortlich ist, mussten Mitterrand und sein US-Amtskollege Ronald Reagan vermitteln. Die Leistung beider Teams wurde als bahnbrechend gewürdigt. Frankreich erlebte unterdessen die massenweise Ansteckung von Patienten durch HIV-verseuchte Blutkonserven.
Als Reagans Regierung in Nicaragua die Contras offen unterstützte und 1984 den Pazifikhafen Corinto verminte (siehe Contra-Krieg), bot Mitterrand den Sandinisten den Kauf französischer Mirage-Kampfflugzeuge an. Er lehnte eine Beteiligung Frankreichs an der Strategic Defense Initiative (SDI) ab, weil er einen „einseitigen Technologietransfer“ befürchtete. Stattdessen lancierte er das europäische Programm EUREKA.

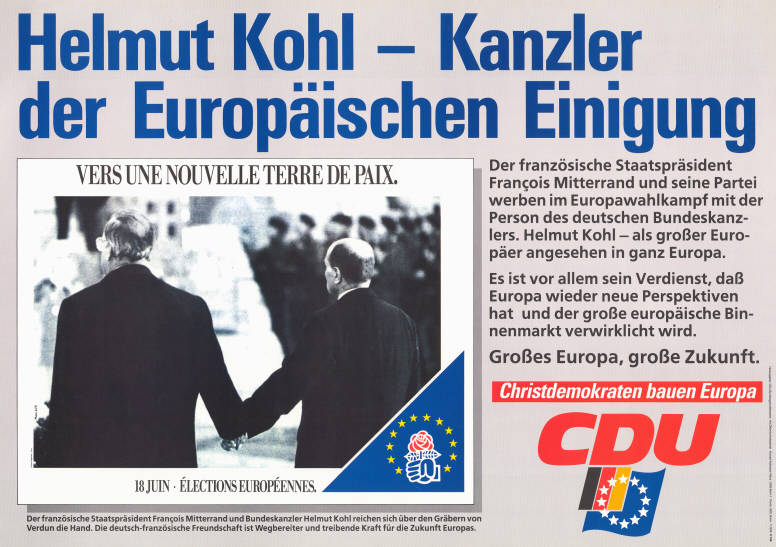
Plakat im Europawahlkampf mit dem Foto des Handschlags von Verdun

Am 22. September 1984 trafen sich François Mitterrand und Helmut Kohl in Verdun, wo von Februar bis Dezember 1916 eine der blutigsten Schlachten des Ersten Weltkriegs getobt hatte. Während der Gedenkzeremonie vor dem Beinhaus von Douaumont, in dem die sterblichen Überreste von 130.000 unbekannten Kriegstoten lagern, fassten sich die beiden an den Händen und verharrten minutenlang reglos in dieser Haltung (siehe Handschlag von Verdun). Dabei war es Mitterrand, der Kohl zunächst den Arm reichte, eine Geste, die Kohl dankbar erwiderte. Der „Handschlag von Verdun“ wurde in Frankreich wie in Deutschland als Symbol der endgültigen Versöhnung beider Länder empfunden.
1985 betrieb der französische Geheimdienst DGSE die Versenkung des Greenpeace-Schiffes Rainbow Warrior. Dieser Bombenanschlag wurde mit Geld finanziert, das ausschließlich dem französischen Präsidenten zugänglich war. Durch den Anschlag ertrank der Journalist Fernando Pereira. Zwei Täter wurden später in Neuseeland wegen Brandstiftung und Totschlags verurteilt. Der Vorgang belastete die diplomatischen Beziehungen zwischen Frankreich und Neuseeland schwer.
Während seiner Amtszeit setzte Mitterrand in Paris zahlreiche architektonische Marken: Im Zuge der Grands Travaux entstanden das aus einem ehemaligen Bahnhof umgebaute Musée d’Orsay (1983–1986, noch unter Giscard d’Estaing in Auftrag gegeben), das Institut du monde arabe (Institut der arabischen Welt; 1981–1987), die Opéra Bastille (1982–1989), das moderne Hochhaus Grande Arche im Stadtteil La Défense (1985–1989), die Glaspyramide im Innenhof des Louvre (1985–1989) sowie die neue Nationalbibliothek (Bibliothèque nationale de France; 1988–1996).
Obwohl die PS die Parlamentswahlen 1986 verlor, trat Mitterrand entgegen der allgemeinen Erwartung nicht zurück, sondern berief den Führer der Gaullisten, Jacques Chirac, zum Ministerpräsidenten einer ersten sogenannten Cohabitation. Erstmals regierte ein konservativer Premierminister unter einem der Linken zugehörigen Staatspräsidenten. Mitterrand kündigte eine „Politik des Ausgleichs“ an, die weder Verstaatlichungen noch Privatisierung und Deregulierung enthalten sollte.

### Präsidentschaft (zweite Amtszeit)
Die Präsidentschaftswahl am 8. Mai 1988 gewann François Mitterrand gegen seinen konservativen Herausforderer, Jacques Chirac, in der Stichwahl mit 54 % der Stimmen. Er wurde erneut für sieben Jahre französischer Staatspräsident. Gleich nach der Wiederwahl entließ er Chirac, ernannte Michel Rocard (seinen innerparteilichen Rivalen) zum Premierminister und löste wieder die Nationalversammlung auf. Bei der vorgezogenen Neuwahl gewann die Parti socialiste eine relative Mehrheit, die Kommunisten weigerten sich jedoch, die Regierung wieder zu unterstützen. Mitterrand verkündete daher eine ouverture („Öffnung“) zur bürgerlichen Mitte und ernannte einzelne Politiker des bürgerlichen Lagers zu Ministern (u. a. Jean-Pierre Soisson). Aufgrund der Verfassung der Fünften Republik genügte es für die Regierung, dass es keine Mehrheit gegen sie gab, um sich im Amt zu halten. Im Mai 1991 ersetzte Mitterrand Rocard durch Édith Cresson, die erste Frau im Amt des französischen Premierministers. Sie blieb nur 10 Monate im Amt und wurde nach einer Niederlage bei den Lokalwahlen durch Pierre Bérégovoy abgelöst.
1990 stimmte Mitterrand nach anfänglichem Zögern der deutschen Wiedervereinigung zu (siehe unten). Obwohl er bis zuletzt für einen Rückzug des Irak aus Kuwait eintrat, befahl er ferner die Entsendung französischer Truppen nach Saudi-Arabien und deren Teilnahme am Zweiten Golfkrieg (Operation Desert Storm) 1990–1991. Die französische Luftwaffe nahm auch in den folgenden Jahren zusammen mit der amerikanischen und britischen an Aufklärungsflügen zur Überwachung der Flugverbotszone über dem Irak und der Einhaltung der Waffenstillstandsbedingungen teil.
Als 1989 der französische Kollaborateur Paul Touvier aufgespürt und für seine Zusammenarbeit mit den Deutschen im Zweiten Weltkrieg vor Gericht gestellt wurde, verbreiteten französische Medien, Mitterrand habe jahrelang Kontakt zu Touvier unterhalten und möglicherweise seine Entdeckung – aus gemeinsamer Verbundenheit während des Vichy-Regimes – verhindert. Belegt ist, dass Mitterrand mit dem ehemaligen Polizeichef von Vichy, René Bousquet (1909–1993), eine freundschaftliche Beziehung unterhielt. Als Bousquet 1991 angeklagt wurde, brach Mitterrand die Beziehung ab.
Als 1992 öffentlich wurde, dass Mitterrand seit 1987 jeweils am Jahrestag des Waffenstillstands von Compiègne (1918) einen Kranz am Grabmal von Marschall Philippe Pétain, dem Kriegshelden der Schlacht um Verdun, zugleich aber auch Symbol der Kollaboration mit dem nationalsozialistischen Deutschland, niederlegen ließ, wurde seine Rolle in der Zeit des Zweiten Weltkriegs erneut hinterfragt. Zwar war Pétain schon von allen Vorgängern Mitterrands im Amt des Staatspräsidenten auf diese oder ähnliche Weise geehrt worden, doch hatte sich die öffentliche Meinung über die französische Kollaboration inzwischen gewandelt. Nach heftigen Protesten, etwa der jüdischen Gemeinde Frankreichs, unterließ Mitterrand weitere Ehrungen Pétains. Erst nach Ende seiner Amtszeit wurde die Mitschuld Frankreichs an der Judenvernichtung von Regierungsseite eingestanden.
Im einsetzenden Krieg in Bosnien-Herzegowina, insbesondere bei der Belagerung Sarajevos, bemühte sich Mitterrand persönlich in Sarajevo um Verhandlungen zwischen den involvierten drei Volksgruppen. Als diese wiederholt scheiterten, die Kriegshandlungen weitergingen und auch zahlreiche zivile Gebäude in Sarajevo beschossen wurden, stimmte Mitterrand der Stationierung von Artillerieeinheiten der französischen Fremdenlegion auf dem Berg Igman zu, die als Teil des Schnellen Einsatzverbandes aus britischen, französischen und niederländischen Streitkräften an der zeitweilig einzigen Zugangsstraße zum belagerten Sarajevo stationiert wurden.
Nach der Parlamentswahl 1993, die eine deutliche Mehrheit für die Mitte-rechts-Parteien brachte, musste Mitterrand erneut eine Cohabitation bilden und Édouard Balladur vom konservativen RPR zum Premierminister ernennen.
Der Journalist Jean Montaldo veröffentlichte 1994 ein Buch unter dem Titel Mitterrand und die 40 Räuber, in dem er Mitterrand vorwirft, sich mit fragwürdigen Freunden wie Bernard Tapie umgeben und Korruption sozialistischer Parteigenossen geduldet zu haben. Die Parteienfinanzierung in Frankreich galt lange Zeit als zwielichtig; offenbar waren die meisten Parteien bemüht, sich die Befürwortung von Bau- und Rüstungsprojekten in Form von Spenden der geförderten Unternehmen honorieren zu lassen. Montaldo stützte sich auf angebliche Informationen François de Grossouvres, der mehr als 35 Jahre einer der engsten Vertrauten Mitterrands war und am 7. April 1994 im Élysée-Palast erschossen aufgefunden wurde. Außerdem wurde Pierre-Yves Guézou, der Verantwortliche für Abhöraktionen im Élysée-Palast in den Jahren 1983–1986, am 12. Dezember 1994 in seiner Wohnung erhängt aufgefunden, und Pierre Bérégovoy, Premierminister 1992–1993 und Verteidigungsminister ab 1993, hatte sich laut Aussage seines Leibwächters am 1. Mai 1993 in Nevers mit dessen Dienstwaffe erschossen.

### Mitterrand und die Wiedervereinigung

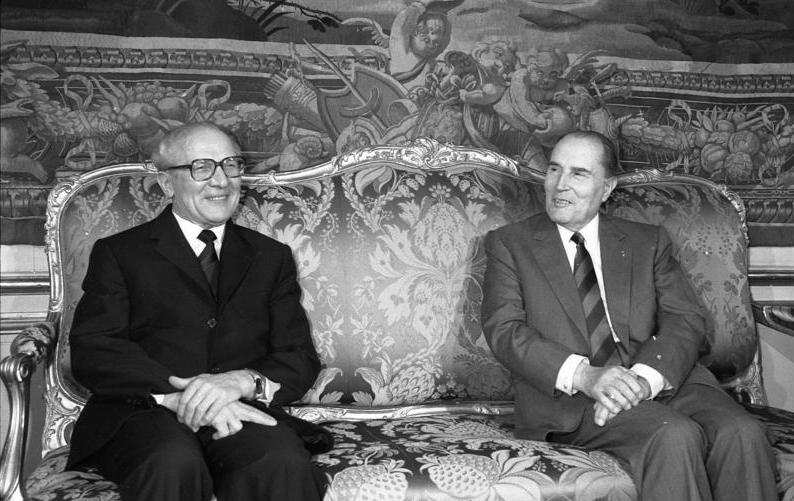
François Mitterrand empfing den zu einem Staatsbesuch in Paris weilenden Generalsekretär des ZK der SED und Vorsitzenden des Staatsrates der DDR, Erich Honecker, im Elysée-Palast (8. Jan. 1988)

Im Sommer 1989, als sich die friedliche Revolution in der DDR abzeichnete, äußerte Mitterrand in mehreren Interviews die Überzeugung, dass die Wiedervereinigung „ein legitimes Verlangen“ der Deutschen sei. Nachdem am 9. November 1989 die Mauer gefallen war, trat Mitterrand aber nicht offensiv für die Vereinigung Deutschlands ein. Die britische Premierministerin, Margaret Thatcher, war eine entschiedene Gegnerin der deutschen Wiedervereinigung. Es wurde daraufhin kritisiert, er bremse Kohls Vereinigungspolitik. Gegenüber Gregor Gysi äußerte Mitterrand bei einem Besuch in Ost-Berlin im Dezember 1989 laut einem Gesprächsdokument die Befürchtung, ein mächtiges wiedervereinigtes Deutschland könnte, wie unter der Naziherrschaft, abermals Forderungen nach einer Gebietsausweitung im Osten stellen und somit zu einer Bedrohung für Europa werden.
Nach Mitterrands Tod erschien sein Buch Über Deutschland. Darin bezeichnet er sich als denjenigen, der 1989/90 sensibler als die anderen Staatschefs auf deutsche Befindlichkeiten reagiert habe. Er sei stets ein Freund Preußens und der preußischen Kultur der Toleranz und eines transparenten Staatswesens gewesen. Bei seinem Ringen mit Kohl sei es um die Bedingung gegangen, die Oder-Neiße-Grenze anzuerkennen. Sein Beharren auf der Grenzfrage sei entscheidend für das Einlenken der Sowjetunion gewesen. Indem er dieselbe Position vertreten habe wie vor allem Michail Gorbatschow und die polnische Regierung, habe er entscheidend dazu beigetragen, die Verhandlungen voranzubringen und die starke innerdeutsche Opposition gegen die Anerkennung der bestehenden Grenzen aufzuweichen.
Seit Juli 1989 betonte Mitterrand immer wieder, dass die deutsche Wiedervereinigung eine innerdeutsche Angelegenheit sei, die sich friedlich und demokratisch vollziehen und die die bestehenden Grenzen innerhalb der Europäischen Union respektieren solle. Allerdings wies er in vertraulichen Regierungsgesprächen gegenüber Deutschland darauf hin, dass die mit einer Einführung einer gemeinsamen europäischen Währung zu vertiefende Wirtschafts- und Währungsunion ein wichtiger Aspekt für die Zustimmung Frankreichs sei. Am 25. April 1990 verkündete Kohl während der Abschlusspressekonferenz eines deutsch-französischen Gipfeltreffens, dass die europäische Einheit und die deutsche Einheit gemeinsam, Hand in Hand, realisiert würden; Mitterrand antwortete: „Ich bin bereit.“ Mit der Formulierung „Hand in Hand“ spielte Kohl auf ein berühmtes Foto an, das ihn und Mitterrand Hand in Hand in Verdun in ehrendem Gedenken an die Gefallenen der Kriege zeigte.
Als 20 Jahre später die diplomatischen Archive des Jahres 1989 geöffnet wurden, offenbarten diese, dass Mitterrands Haltung gegenüber Deutschland tatsächlich von der französischen „Urangst“ vor dem Erbfeind geprägt war. So hatte er gegenüber dem polnischen Ministerpräsidenten, Wojciech Jaruzelski, gesagt: „Auch wenn Deutschland heute freundlicher agiert als Hitler, wollen wir diese Wiedervereinigung mit allen Mitteln verhindern. […] Wir müssen brutal vorgehen. Die Deutschen wollen das alles nicht.“ Mit letzterem war die Oder-Neiße-Linie gemeint. „Erst als Briten und Russen grünes Licht gaben, fügte sich Mitterrand widerwillig.“ Mitterrand habe Kohl gegenüber der britischen Premierministerin Margaret Thatcher sogar in die Nähe Hitlers gerückt und behauptet, Deutschland habe „nie seine wahren Grenzen“ gefunden. Der „plötzliche mentale Schock“ einer möglichen Wiedervereinigung habe die Deutschen wieder zu den alten, „schlechten“ Deutschen gemacht.
Diesen Sachverhalt und zugleich die Tatsache, dass Mitterrand politisch erheblich geschickter war als Thatcher, bestätigte Christopher Mallaby, der 1989 britischer Botschafter in Bonn war: „Ja, Mitterrands Rolle ist sehr interessant […], privat äußerte er sich viel extremer als Frau Thatcher. Aber nach außen verhielt er sich neutral. Wenn Sie die Protokolle lesen […], gewinnen Sie aber noch einen Eindruck: Mitterrand sagte diese Dinge zu Thatcher in der Hoffnung, dass sie öffentlich wiederholen würde, was er selbst nicht offen aussprechen wollte.“
Handschriftliche Notizen Mitterrands zu der Pressekonferenz, die nach dem Sondertreffen des Europäischen Rates am 18. November 1989 im Élysée-Palast stattfand, zeigen seine Einschätzungen zu europäischen Akteuren und der deutschen Wiedervereinigung. Mitterrand schrieb damals unter anderem: „Die deutsche Frage ist eine europäische Frage.“

### Mitterrand und die europäische Einigung
Zusammen mit dem deutschen Bundeskanzler Helmut Kohl und dem Europäischen Kommissionspräsidenten Jacques Delors, seinem ehemaligen Finanzminister, war Mitterrand derjenige, der dem europäischen Einigungsprozess ab Mitte der 1980er Jahre einen neuen Schub gab und die „goldenen Jahre“ der europäischen Integration ermöglichte. Dabei verfolgte Mitterrand jedoch auch nationale Interessen: Es ging ihm in erster Linie darum, die D-Mark durch eine europäische Gemeinschaftswährung zu ersetzen. Er sah die Mark als ein ökonomisches Herrschaftsinstrument, dem sich die anderen Ländern anpassen mussten, indem sie die Leitzins-Entscheidungen der Bundesbank nachvollzogen. Dem EU-Historiker Christoph Driessen zufolge bezeichnete er die D-Mark sogar als „die deutsche Atombombe“. Nach dem Fall der Berliner Mauer erklärte Mitterrand die Einführung einer Gemeinschaftswährung zum Prüfstein für die europäische Gesinnung der Deutschen und machte seine Zustimmung zur Deutschen Einheit indirekt davon abhängig. Damit konnte er sich letztlich durchsetzen. Die von Kohl so sehr gewünschte Politische Union einschließlich einer gemeinsamen europäischen Außen- und Sicherheitspolitik lehnte Mitterrand hingegen ab, da Frankreichs politische Position relativ stark war. Deshalb wünschte er hier keine Einschnitte in die nationale Souveränität Frankreichs. Dies führte Driessen zufolge zu dem bis heute bestehenden Ungleichgewicht innerhalb der Europäischen Union zwischen einer weitgehenden Integration auf währungspolitischem Gebiet (Euro) und einer nur punktuell koordinierten Außenpolitik.

### Privatleben
Aus Mitterrands Ehe mit seiner Frau, Danielle geb. Gouze, gingen drei Kinder hervor: ein Sohn, Pascal, der noch in seinem Geburtsjahr 1945 starb, Jean-Christophe (* 1946) und Gilbert (* 1949).
Legendär wurde Mitterrands Landsitz in Latche (Département Landes) in der Gascogne. Er hatte ihn 1965 erworben und verbrachte dort viele Sommer und empfing politische Freunde aus dem In- und Ausland. Hier bemühte sich Bundeskanzler Helmut Kohl nach dem Mauerfall um Mitterrands Zustimmung für die deutsche Wiedervereinigung.

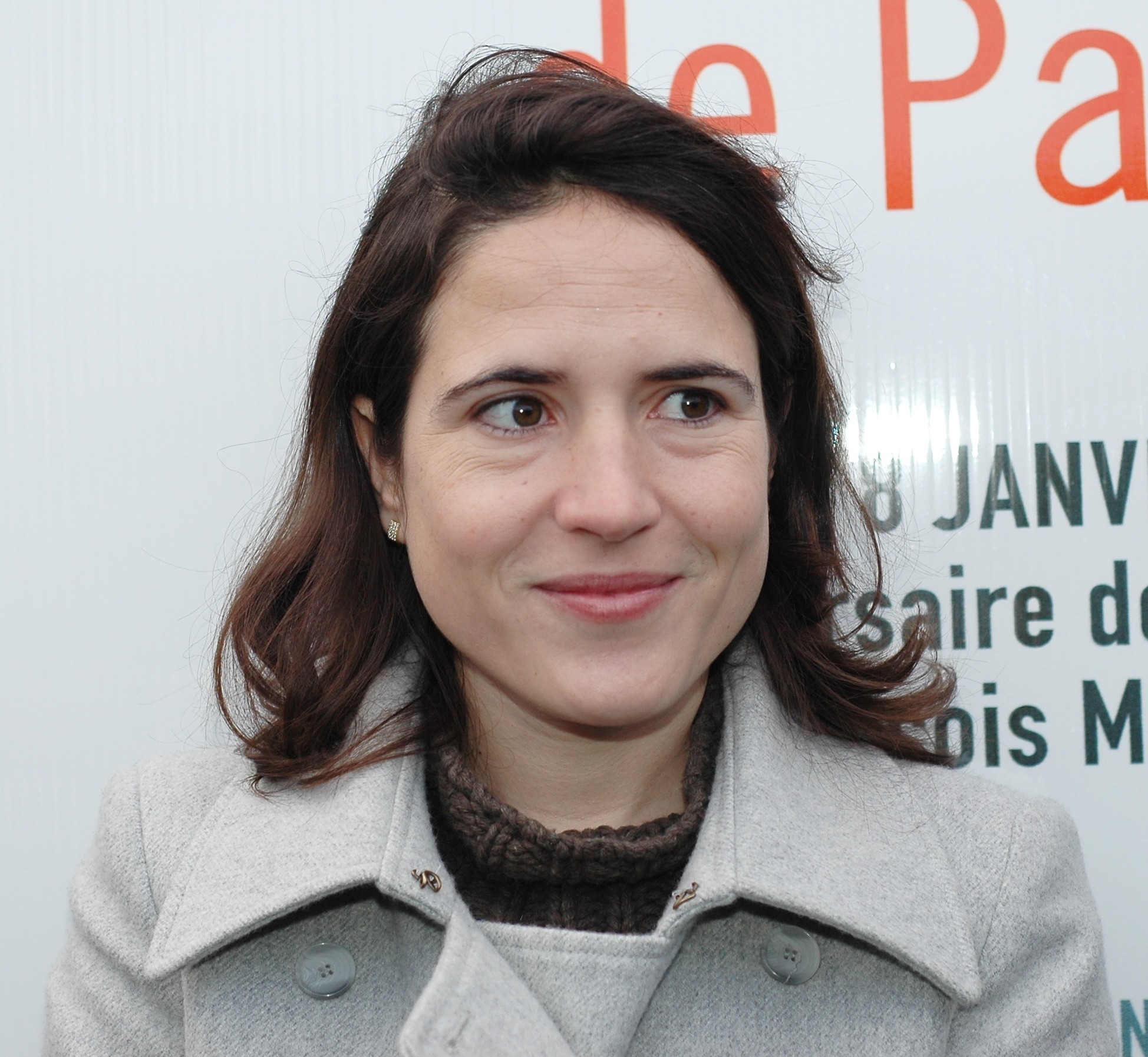
Mazarine Pingeot-Mitterrand, 2006

In der Nähe von Latche, in Hossegor, lernte Mitterrand 1961 die spätere Kunstwissenschaftlerin Anne Pingeot (* 1943) kennen. Ab 1962 war sie Mitterrands Lebenspartnerin, blieb jedoch bis 1994 der Öffentlichkeit verborgen. Gemeinsam hatten sie eine Tochter, Mazarine Pingeot (* 1974). Während Mitterrands Präsidentschaft lebte seine Zweitfamilie in einem etwa 1,5 Kilometer vom Élysée-Palast entfernten Regierungsgebäude, dem Palais de l’Alma. Traditionell verbrachte er das Weihnachtsfest mit seiner Lebensgefährtin und der Tochter in Oberägypten, die Festivitäten zum Neuen Jahr in Latche. Im Oktober 2016 wurden unter großer Anteilnahme der französischen Öffentlichkeit die mehr als 1200 Briefe veröffentlicht, die Mitterrand und Pingeot einander in 33 Jahren ihrer Beziehung geschrieben hatten. Aus dem Briefwechsel ging hervor, dass sie eine intensive Liebesbeziehung bis zum Tod Mitterrands verband.

### Ruhestand und Tod

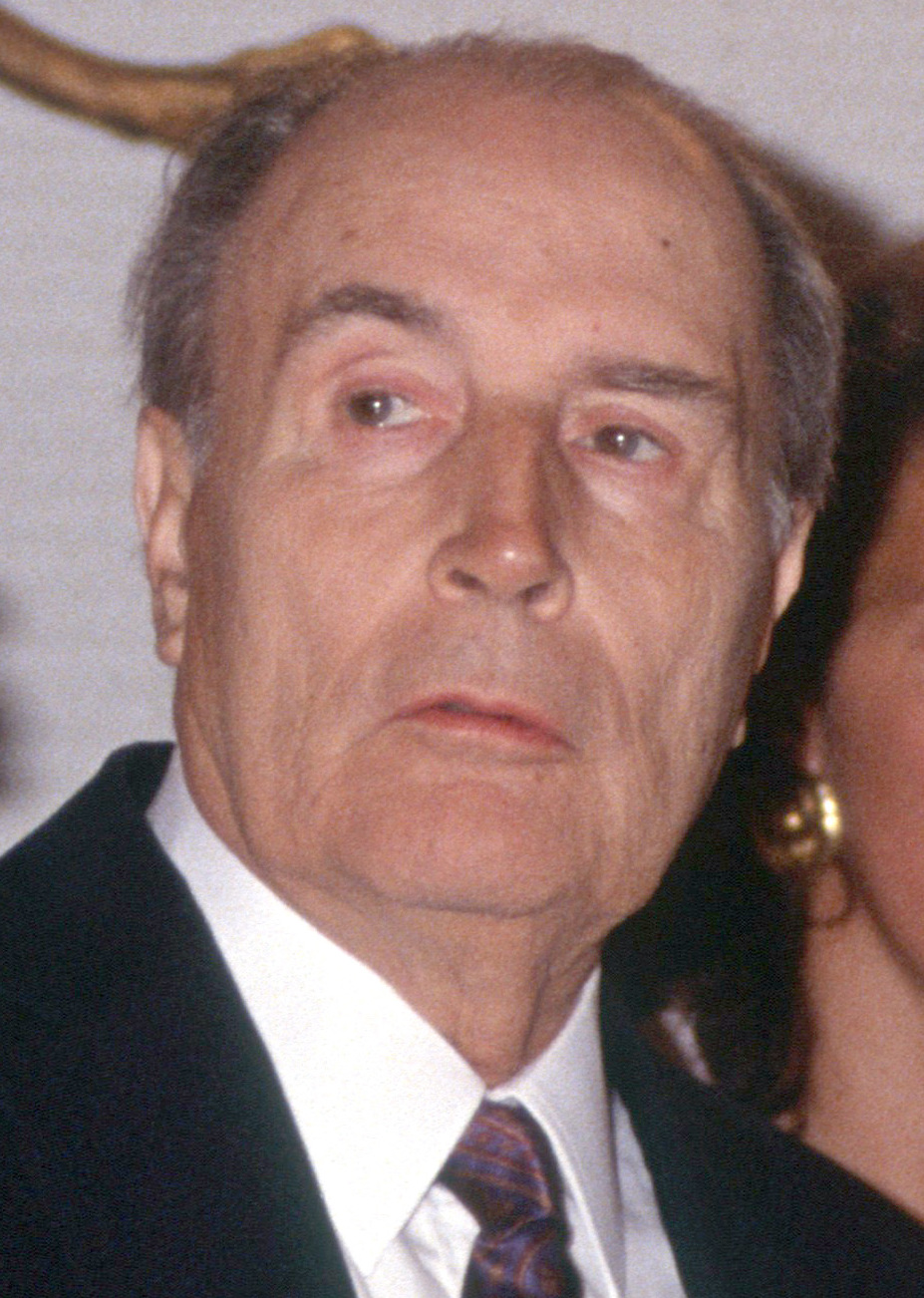
François Mitterrand, 1994

Mitterrand trat nach zwei Amtszeiten zur Präsidentschaftswahl im April/Mai 1995 nicht mehr an. Für den PS kandidierte nun Lionel Jospin. Jospin verlor in der Stichwahl mit 47,36 % zu 52,64 % gegen Jacques Chirac, der damit Staatspräsident wurde.
Im Januar 1996 starb Mitterrand an einer Prostatakrebserkrankung, die bereits vor seinem Amtsantritt im Jahr 1981 festgestellt worden war. 1974 war nach dem plötzlichen Tod Georges Pompidous die Regelung eingeführt worden, dass regelmäßig Bulletins zum Gesundheitszustand des Staatspräsidenten veröffentlicht werden. Mitterrands Ärzte hatten ihm 1981 maximal noch drei Lebensjahre vorausgesagt – das wurde der Öffentlichkeit unter Vorlage falscher Bulletins verheimlicht.
Ein Requiem wurde am 11. Januar 1996 von Kardinal Jean-Marie Lustiger in der Kathedrale Notre-Dame de Paris gehalten. Unter den zahlreichen Trauergästen aus aller Welt waren 61 Staatsoberhäupter und weitere Spitzenpolitiker, darunter Boris Jelzin, Al Gore, John Major, Prinz Charles, Helmut Kohl, Jacques Chirac, Schimon Peres, Václav Havel, Rainier III. von Monaco, Fidel Castro und Jassir Arafat. Mitterrands Grabstätte befindet sich auf dem Friedhof von Jarnac.

## Rezeption nach dem Tod
Im Mai 2011 gedachten in Frankreich mit 150 Veranstaltungen und einem Freiluftkonzert an der Pariser Place de la Bastille viele Franzosen des Wahlsiegs von Mitterrand 30 Jahre zuvor. Er sei „dieser Tage in Frankreich allgegenwärtig: in Sondersendungen und Büchern, auf Zeitungstiteln, Briefmarken und T-Shirts“.
Mitterrand wurde wegen seines Regierungsstils ironisch als „Sphinx“ oder gar „Dieu“ („Gott“) bezeichnet. Es wurde gewürdigt, dass er das Land dezentralisierte, einen Teil der Schlüsselindustrien und Banken verstaatlichte, die Todesstrafe abschaffte, Freies Radio zuließ sowie einen Mindestlohn und Familienbeihilfen (Caisse d’allocations familiales) einführte. Letzteres setzte er durch, obwohl Frankreich in den 80er Jahren in einer schwierigen Wirtschaftssituation mit hoher Arbeitslosenquote und Inflation steckte.
Zudem gelang es ihm, die (anfangs keineswegs geschlossen hinter ihm stehende) Linke zu einigen: „Heute ist es vor allem diese Leistung, die zahlreiche französische Sozialisten herausheben, ja geradezu heraufbeschwören. In einer Art ‚Mitterrandmania‘, gemischt mit Nostalgie, hofft die PS bei den Präsidentschaftswahlen im kommenden Jahr [2012] auf eine ähnliche Dynamik wie 1981 und setzt darauf, nach 14 Jahren Opposition wieder die Macht zu übernehmen. […] Um sich zu legitimieren, überbieten sich erklärte und potenzielle Anwärter schier im Anspruch auf Mitterrands politisches Erbe. […] Am deutlichsten setzt dabei Ségolène Royal auf die Mitterrand-Karte.“
Die konservative Zeitung Le Figaro kritisierte 2007 die „Mitterrand-Mania“ und schrieb: „In einer Zeit, als Reagan, Thatcher und Kohl ihre Länder für die Zukunft fit machten, setzte Frankreich eine unglaubliche Serie ökonomischer grober Fehler fort, für die die Rechnung heute noch bezahlt werden muss. Rente mit 60? Zwanzig Jahre später schätzt das Finanzministerium, dass diese Maßnahme Frankreich 200 Milliarden Euro gekostet hat. Masseneinstellungen in den öffentlichen Dienst? Weitere 100 Milliarden Euro. […] 35-Stunden-Woche? […] 100 Milliarden Euro. Zukünftige Generationen werden nicht mit dankbaren Augen auf Mitterrand zurückschauen.“ Gerade diese erwähnten sozialpolitischen Maßnahmen sorgen für Konfliktstoff: Vertretern der Linken gelten sie als große Errungenschaften des französischen Sozialstaats, der konservative Präsident Nicolas Sarkozy strich hingegen seit Beginn seiner Amtszeit viele dieser Leistungen mit der Begründung zusammen, sie schadeten der wirtschaftlichen Entwicklung und belasteten den Haushalt.
2005 – 20 Jahre nach der Versenkung der Rainbow Warrior – sagte der damalige Geheimdienstchef Pierre Lacoste der Nachrichtenagentur AFP, dass Mitterrand in den Plan eingeweiht gewesen sei.
Im preisgekrönten Spielfilm Letzte Tage im Elysée (César 2006) von Regisseur Robert Guédiguian verkörpert Michel Bouquet den todkranken Mitterrand in seinen letzten Tagen im Amt.
Der französische Sänger Renaud Séchan schrieb mit Baltique ein anrührendes Lied über Mitterrands Begräbnismesse in Jarnac. Baltique, der Hund Mitterrands, trauert darin um seinen Herrn, an dessen Totenmesse er nicht teilnehmen darf.
Der Politologe Olivier Duhamel charakterisierte Mitterrand als „leidenschaftlichen Machtpolitiker“, der „immer politischer Opportunist und politischer Artist zugleich“ gewesen sei. Mitterrand habe „den französischen Sozialismus aus der permanenten Opposition herausgeführt, wo er unter Jean Jaurès und Léon Blum in der Reinheit der Gesinnungsethik verharrte, statt sich in der Ethik der Verantwortung zu bewähren.“

## Weitere Ämter
Als französischer Staatspräsident war François Mitterrand von Amts wegen Kofürst von Andorra.

## Ehrungen
- 1943: Orden Francisque des Vichy-Regimes
- 1982: Elefanten-Orden
- 1982: Collane des Ordens de Isabel la Católica[50]
- 1982: Großkreuz mit Ordenskette des Verdienstordens der Italienischen Republik[51]
- 1983: Collane des Falkenordens
- 1983: Collane des Finnischen Ordens der Weißen Rose[52]
- 1983: Collane des Ordens des Infanten Dom Henrique[53]
- 1983: Ehrenbürger von Belgrad[54]
- 1984: Königlicher Seraphinenorden
- 1986: Ehrenbürgerschaft der Stadt Frankfurt am Main
- 1987: Collane des Ordens der Freiheit (Portugal)[53]
- 1988: Karlspreis, gemeinsam mit Helmut Kohl
- 1991: Großkreuz des Verdienstordens der Republik Polen
- 1992: Royal Victorian Chain
- 1992: Ehrendoktorwürde der Ben-Gurion-Universität im Negev in Beʾer Scheva (Israel)
- 1994: Deutscher Medienpreis in Baden-Baden
- 1999: Orden des Weißen Löwen I. Klasse (in memoriam)[55]

## Werke von François Mitterrand

### Politische Essays und Interviews
- 1939 Pluie amie
- 1940 Premier Accord
- 1945 Les Prisonniers de guerre devant la politique, Éditions du Rond-Point
- 1953 Aux frontières de l’Union française. Indochine-Tunisie, Éditions Julliard
- 1957 Présence française et abandon, Éditions Plon
- 1961 La Chine au défi, Éditions Julliard
- 1964 Le Coup d’État permanent, Les débats de notre temps, Éditions Plon
- 1969 Ma part de vérité (Gespräche mit Alain Duhamel), Éditions Fayard
- 1971 Un socialisme du possible, éd. du Seuil
- 1971 La Convention des institutions républicaines: François Mitterrand et le socialisme, Paris, Presses universitaires de France, 1971, 92-[1] p. (hg. von Danièle Loschark)
- 1973 La Rose au poing, Éditions Groupe Flammarion
- 1974 L’Homme, les Idées, le Programme, Éditions Groupe Flammarion
- 1975 La Paille et le Grain, Éditions Groupe Flammarion, deutsch unter dem Titel Spreu und Weizen. Aus dem Französischen von Ewald Schepper, tuduv, München 1977, ISBN 3-88073-032-6
- 1977 Politique I, Éditions Fayard
- 1978 L'Abeille et l’Architecte, Éditions Groupe Flammarion
- 1980 Ici et maintenant (Gespräche mit Guy Claisse), Éditions Fayard. Der Titel der deutschen Übersetzung lautet Der Sieg der Rose, Econ-Verlag, Düsseldorf 1981, ISBN 3-430-16759-0
- 1981 Politique II, Éditions Fayard
- 1983 La Paille et le grain Librairie Générale Française – Livre de Poche. ISBN 978-2-253-03217-5 (persönliche Chronik von 1971 bis Sommer 1974). 1992: La Paille et le grain : Chronique, Éditions Groupe Flammarion, ISBN 978-2-08-060778-2
- 1986 Réflexions sur la politique extérieure de la France. Introduction à vingt-cinq discours (1981–1985), Éditions Fayard, ISBN 978-2-905541-10-9
- 1995 Mémoire à deux voix (mit Elie Wiesel), Éditions Odile Jacob. ISBN 2-7381-0283-2
- 1996 De l’Allemagne, de la France, Éditions Odile Jacob
- 1996 Mémoires interrompus (autobiografische Gespräche mit Georges-Marc Benamou). Éditions Odile Jacob, erschienen kurz nach seinem Tod

- 1997 Ein Buch über Louis-Napoléon Bonaparte (Napoléon III) war bei Gallimard in Vorbereitung, vgl. «Faut-il réhabiliter Napoléon III?», Dossier de la revue L’Histoire, No. 211, Juni 1997
- 1998 Les Forces de l’esprit, messages pour demain, Éditions Fayard. ISBN 978-2-213-60070-3
- 2006 Le Bureau de poste de la rue Dupin et autres entretiens, mit Marguerite Duras, Éditions Gallimard

### Vorworte
- 1972 Front des progressistes et crise de la démocratie, par Léo Collard, Éditions Francité
- 1975 Les Fiancés de Pénélope. Conversation avec Denis Bourgeois, par Mikis Theodorakis, Éditions Grasset
- 1976 Liberté, libertés. Réflexions du Comité pour une charte des libertés, sous la direction de Robert Badinter, Éditions Gallimard
- 1977 Histoire du Socialisme en France, gezeichnet von Paul Gillon, Éditions Service de l’Homme, Vorwort von Pierre Mauroy. ISBN 978-2-902648-02-3
- 1989 Philippe Noiret, par Dominique Maillet, Éditions Henri Veyrie
- 1994 Henri Guillemin le passionné, von Maurice Maringue, Éditions de l’Armançon
- 1995 La Mort intime, von Marie de Hennezel, Éditions Robert Laffont

### Sonstiges
- 31. März 1974 François Mitterrand parle de François Mauriac –- Une legende une vie, Mitterrand spricht mit François Mauriac, Dauer 89 Sek., Vidéo Art et Culture Littérature – Archives vidéos Art et Culture Littérature[56]
- 2000, Doku von Patrick Rotman: François Mitterrand ou le roman du pouvoir.

## Filme
- Hommage an François Mitterrand. Fernsehdokumentation von Jean-Michel Meurice und Fabrizio Calvi (arte, 2001)
- François Mitterrand. Ein nachhaltiger Nach-Ruf. 88-minütige Fernsehdokumentation von William Karel (Arte, Frankreich 2015)